# Harmony (Nueva Jersey)
Harmony es un lugar designado por el censo ubicado en el condado de Ocean en el estado estadounidense de Nueva Jersey. En el año 2010 tenía una población de 441 habitantes.

## Geografía
Harmony se encuentra ubicado en las coordenadas 40°9′7.37″N 74°18′3.79″O / 40.1520472, -74.3010528.